# William Cecil (2e comte d'Exeter)
Pour les articles homonymes, voir William Cecil.
William Cecil (1566-6 juillet 1640) est un noble anglais, homme politique et pair. 2e comte d'Exeter, Il est connu comme le troisième Lord Burghley de 1605 à 1623.

## Biographie
Il est le fils de Thomas Cecil, et de Dorothy Neville, fille de John Neville. Il a fait ses études au Trinity College à Cambridge, et voyage sur le continent avant d'être admis à Gray's Inn .
En 1586, alors qu'il n'a que 20 ans, il est élu au Parlement en tant que député de Stamford et de nouveau en 1589. En 1597, il est élu député du comté de Rutland. Il est investi en tant que chevalier en 1603. Il occupe le poste de Lord-Lieutenant de Northamptonshire entre 1623 et 1640. Il devient 3e baron de Burghley, co. Northampton et 2e comte d'Exeter le 8 février 1623. Il est investi comme conseiller privé (PC) en 1626 et chevalier de l'ordre de la Jarretière (KG) en 1630.
En 1589, William épouse Elizabeth Manners, fille unique d'Edward Manners, et ils ont un enfant :
- William Cecil.

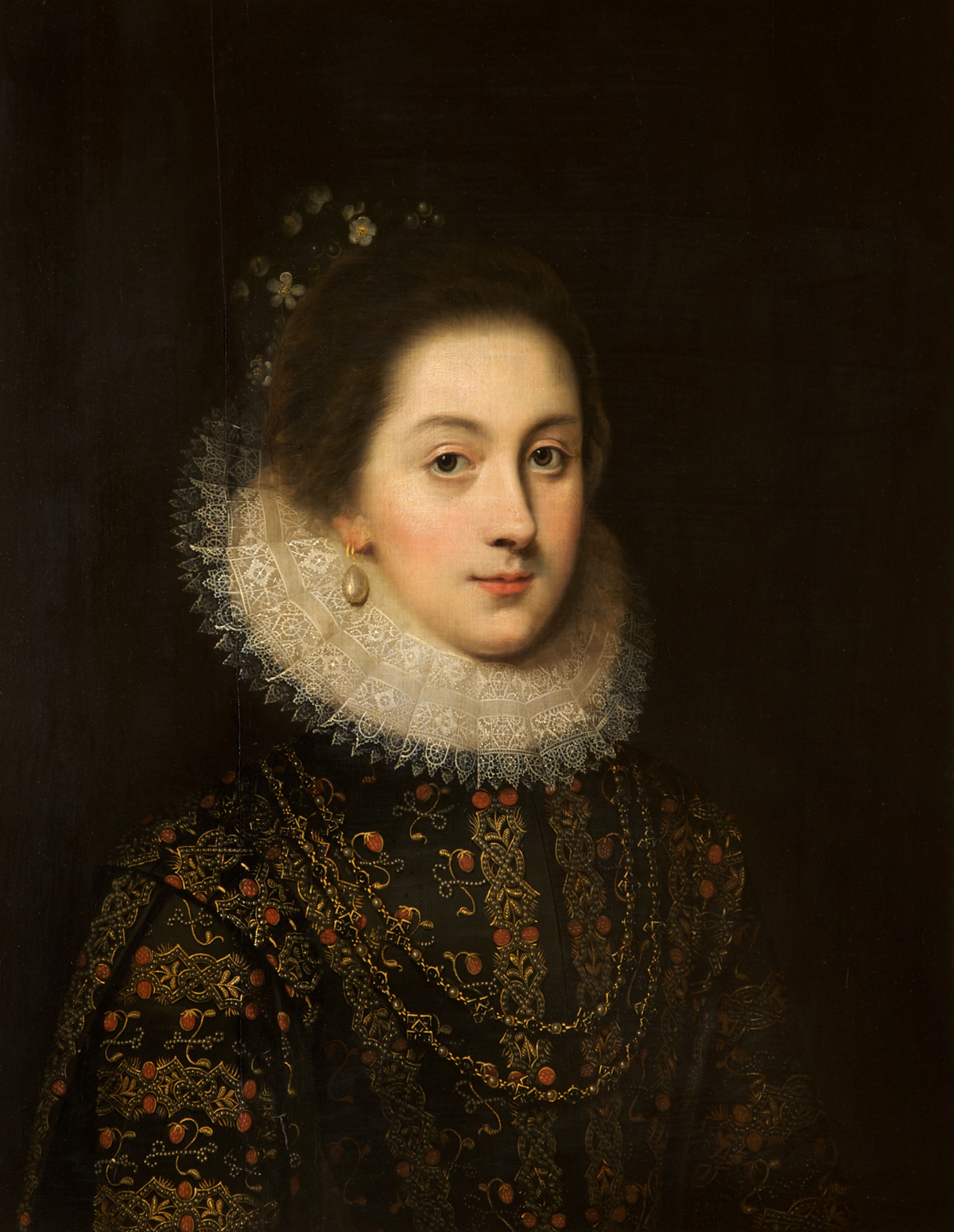
William Cecil a trois filles avec Elizabeth Drury, dont la deuxième est Elizabeth Cecil.

Elizabeth est décédée en 1591 et William épouse Elizabeth Drury, fille de William Drury et Elizabeth Stafford, et ils ont trois enfants :
- Anne Cecil qui épouse Henry Grey.
- Elizabeth Cecil (décédée en 1672), épouse Thomas Howard.
- Diana Cecil (décédée en 1658), mariée à Henry de Vere, sans descendance. Elle se remarie avec Thomas Bruce, également sans descendance.